# Rolls-Royce/MAN Turbo RB.153
Le Rolls-Royce/MAN Turbo RB.153 était un turbofan de forte puissance développé par Rolls-Royce Limited et Man Turbo, développant une poussée de 30,5 kN à sec.

## Historique et développement
Développé pour l'intercepteur allemand EWR VJ 101D avec un système de vectorisation de poussée de conception allemande, il fut également proposé pour d'autres projets d'avions militaires à décollages et atterrissages verticaux (ADAV), parmi lesquels le Hawker Siddeley P.1154. Une version commerciale du moteur fut également envisagée pour l'avion de ligne Messerschmitt Me P.160. Le projet du VJ101D fut abandonné et le moteur finit sa carrière comme banc d'essais au sol.

## Applications
- EWR VJ 101D (projet annulé)[1]